# Rēzekne
Rēzekne er en af de større byer i Letland beliggende i provinsen Letgallen.
Det er den 7. største by i Letland. Flertallet af indbyggerne er russere.

## Venskabsbyer
- Arendal, Norge
- Częstochowa, Polen
- Dmitrov, Rusland
- Lianozovo, Rusland
- Suwałki, Polen
- Vitebsk, Hviderusland
- Lainate, Italien

56°30′24″N 27°19′51″Ø / 56.5067°N 27.3308°Ø